# Phaeostigma majus
Phaeostigma majus là một loài côn trùng trong họ Raphidiidae thuộc bộ Raphidioptera. Loài này được Burmeister miêu tả năm 1839.